# Binga (Mongala)
Pour les articles homonymes, voir Binga.
Binga est une localité, chef-lieu du  territoire de Lisala dans  la province de la Mongala en république démocratique du Congo. En 2012, sa population était estimée à environ 67 000 habitants.
Binga est une commune rurale dans le secteur de Ngombe-Mombangi dans la nouvelle province de la Mongala. En 2012, sa population était estimée à environ 67 000 habitants.
LA NOUVELLE PROVINCE DE LA MONGALA 
La province de la Mongala est depuis 2015 une province de la république démocratique du Congo à la suite de l'éclatement de la province historique de l'équateur. son chef-lieu est Lisala.
GÉOGRAPHIE
climat 
La province de la Mongala est caractérisée par une saison sèche de 1 mois, à l'exception du territoire de bumba qui possède 2 saisons sèches.
la température est de 20,7 °c minimum et 30,7 °c maximum, avec une moyenne journalière de 25,7 °c. l'humidité relative est de 87 %.
le nombre de jours de pluie est aux alentours de 114 jours par an, et les précipitations sont à 1800 mm/an et 150 mm/mois.
COURS D'EAU
La province est traversée par le fleuve Congo et composée des territoires de Bongandanga au Sud et de Bumba et de Lisala au Nord. La province s'étend sur plusieurs bassins de grands affluents au fleuve, notamment le bassin de la Mongala au Nord, avec la Dua et la Motima ; le bassin de la Lopori avec la Bolombo.
Le régime hydrographique du fleuve Congo varie au cours de l'année, avec des basses eaux de février à août, des moyennes eaux en janvier et septembre, et de hautes eaux d'octobre à décembre.
DÉMOGRAPHIE
Population : 1 793 564 hab. (2006)
Densité : 31 hab./km2
La population de la province de la Mongala est principalement formée par des tribus du groupe Bangala : les Budja, Ngombe, Poto, Doko, Mondunga, Pakabete, Benzale, Bozoki, etc.
GÉOGRAPHIE
Coordonnées 2° 09′ nord, 21° 31′ est
Superficie : 58 141 km2
La Province de la Mongala est limitée
Au Nord par le Sud de la Province du Nord-Ubangi
À l’Est par l’Ouest de la Province du Bas-Uélé et le Nord de la Province de la Tshopo
Au Sud par le Nord de la Province de la Tshuapa et celle de l’Equateur 
À l’Ouest par le Nord de la Province de l’Equateur et celle du Sud-Ubangi
Secteur : Mongala-motima, Ngombe-mombangi, Ngombe, doko
Territoire Bumba
Superficie : 15.498 Km2
Secteur : Banda-Yowan Itimbiri, Lueka, Molua, Monzamboli, Yandongi
•Territoire Bangandanga
Superficie : 27.910 Km2
-Secteur : Bongandanga, Boso-djanoa, Boso-melo, Boso-simba
Congo virtuel

## Géographie
Située sur la rive gauche de la rivière Mongala, la localité est à 140 km à l'ouest du chef-lieu provincial Lisala.

## Administration
Chef-lieu territorial de 31 334 électeurs enrôlés pour les élections de 2018, elle a le statut de commune rurale de moins de 80 000 électeurs et compte 7 conseillers municipaux en 2019. En tant commune rurale, Binga est dirigé pa un bourgmestre.

## Population
Le dernier recensement date de 1984, l'accroissement annuel de la population est estimé à 2,31,.
| 1984   | 2004   | 2012   |
| ------ | ------ | ------ |
| 32 181 | 55 906 | 67 106 |

## Économie
Binga est surtout connu grâce à sa production importante d'huile de palme et de caoutchouc, qui est assurée par la Société de Culture au Congo (SCC) du groupe Blattner Elwyn GBE.
Il est composé de huit (8) régions[pas clair] habitées par les travailleurs de la Société et des cités qui abritent les institutions de l'État notamment la cité de Binga qui abritent l'État major, le tribunal de Mobako, le cachot central, la résidence de l'administrateur du territoire adjoint et bien d'autres.
Traversé par la rivière Mongala, Binga possède un port fluvial qui lui facilite l'accès aux multiples villes notamment Kinshasa, Kisangani, Mbandaka, etc. L'aéroport de Binga se trouve à proximité.
Sa région est affectée par la déforestation.